# كلاوديو سانتيس
كلاوديو سانتيس (بالإسبانية: Claudio Santis)‏ هو لاعب كرة قدم تشيلي في مركز حراسة المرمى، ولد في 16 أكتوبر 1992 في تشيلي. لعب مع لاسيرينا.